# Antonio Conelli
Antonio Conelli (Lugano, 26 settembre 1909 – Como, 14 agosto 2003) è stato un nuotatore italiano.

## Carriera
Specializzato nelle distanze brevi dello stile libero, fece parte della prima, storica generazione di nuotatori italiani capace di imporsi in campo internazionale, assieme a Emilio Polli, Paolo Costoli e Giuseppe Perentin tra la fine degli anni '20 e l'inizio degli anni '30 del XX secolo. Ha partecipato nel 1926, 1927 e 1931 ai campionati europei, vincendo una medaglia di bronzo nella staffetta 4 × 200 m stile libero con Sirio Banchelli, Ettore Baldo e Paolo Costoli.

## Palmarès
| Giochi olimpici            | 100 m st. libero      | 4 × 200 m st. libero |
| 1928 Amsterdam Paesi Bassi | elim. in semifinale ' | squal. in batteria : |
| Campionati europei         | ---                   | 4 × 200 m st. libero |
| 1927 Bologna Italia        | ---                   | 4º - 10'19"0 :       |
| 1931 Parigi Francia        | ---                   | Bronzo: 9'49"0 :     |

### Campionati italiani
5 titoli individuali, così ripartiti:
- 1 nella staffetta 4 × 100 m stile libero
- 4 nella staffetta 4 × 200 m stile libero

| Anno | Edizione | st.libero 50 m | st.libero 100 m | st.libero 4 × 100 m | st.libero 4 × 200 m |
| ---- | -------- | -------------- | --------------- | ------------------- | ------------------- |
| 1928 | Estivi   | 3              | 2               | -                   | -                   |
| 1929 | Estivi   | -              | -               | -                   | 1                   |
| 1930 | Estivi   | -              | -               | -                   | 1                   |
| 1931 | Estivi   | -              | -               | -                   | 1                   |
| 1936 | Estivi   | -              | -               | -                   | 1                   |
| 1937 | Estivi   | -              | -               | 1                   | -                   |